# 한국사진작가협회
한국사진작가협회는 한국의 사진문화 발전과 향상을 위하여 공헌하며 국제간에 문화교류를 기하고 국내사진작가들의 권익옹호와 지위향상을 위함을 목적으로 1961년 창립된 대한민국의 사진 단체로, 1963년 1월 30일 설립된 대한민국 문화체육관광부 소관의 사단법인이다. 사무실은 서울특별시 양천구 목동서로 225 대한민국예술인쎈타 1701호 에 있다.

## 주요 사업
- 사진문화정책 건의
- 사진교류전, 외국문헌의 조사, 발표

## 역대 이사장
- 1 ~9 대: 정희섭
- 10대: 김종양
- 11대: 김종헌
- 12대: 임응식
- 13 ~14 대: 장원훈
- 15대: 김광덕
- 16대: 이정강
- 17대: 이명복
- 18대: 문선호
- 19 ~ 20대: 이명복
- 21대: 이봉하
- 22대: 백현기
- 23대: 백영환
- 24대: 김종호
- 25대: 윤필수
- 26대: 류경선
- 27대: 양재헌
- 28대: 조건수
- 29대: 김양평